# Apple A10 Fusion
Apple A9 Apple A11 Bionic
L'Apple A10 Fusion est un processeur 64 bits SoC (système sur puce) basé sur une architecture 64 bits ARM créé par Apple Inc. Il est apparu pour la première fois dans l'iPhone 7 et l'iPhone 7 Plus, présentés le 7 septembre 2016,. L'Apple A10 Fusion est le premier SoC quad-core d'Apple, avec deux cœurs hautes performances et deux cœurs basse consommation. Apple affirme que le processeur est 40 % plus performant et le GPU 50 % plus performant par rapport à son prédécesseur, l'Apple A9.

## Produits équipés d'un Apple A10 Fusion
- iPhone 7 et 7 Plus
- iPad (6e génération)
- iPod touch (7e génération)
- iPad (7e génération)[4]